# 赤峰路駅
座標: 北緯31度16分58秒 東経121度28分41秒 / 北緯31.28278度 東経121.47806度
赤峰路駅（せきほうろえき）は中華人民共和国上海市虹口区に位置する上海軌道交通3号線の駅。計画時の名称は上農新村駅。

## 駅構造
- 相対式ホーム2面2線を有する高架駅。

## 駅周辺
- 上海外国語大学
- 上海財経大学

## 歴史
- 2000年12月26日 - 開業。

## 隣の駅
上海軌道交通
■3号線
虹口足球場駅 - 赤峰路駅 - 大柏樹駅